# 3435 Boury
3435 Boury је астероид главног астероидног појаса чија средња удаљеност од Сунца износи 2,323 астрономских јединица (АЈ).
Апсолутна магнитуда астероида је 12,9.